# Lherm, Haute-Garonne
Lherm är en kommun i departementet Haute-Garonne i regionen Occitanien i södra Frankrike. Kommunen ligger i kantonen Muret som tillhör arrondissementet Muret. År 2022 hade Lherm 3 849 invånare.

## Befolkningsutveckling
Antalet invånare i kommunen Lherm
Referens:INSEE